# Incontrollabili Serpenti
Incontrollabili Serpenti è un gruppo musicale italiano new wave formato a Modena nel 1985.

## Storia
Cristina Luppi (voce), Enrico "Era" Degli Esposti (basso) nel 1985, insieme a Giambo (chitarra) e Bernardo Grimaudo (batteria) fondano gli Incontrollabili Serpenti, gruppo nato inizialmente con l'intento di produrre colonne sonore per eventi associati alla proiezione di diapositive fotografiche a tema, divenuto solo successivamente gruppo vero e proprio con interprete vocale. Incontrollabili Serpenti esordisce discograficamente nel 1986 con il mini album Extasi (Hiara Records). Il lavoro contribuirà ad allargare progetti e visioni sonore, e in questo periodo venne deciso di inserire un tastierista con velleità dark elettroniche. Nello stesso anno entra Costantino Caracostas alle tastiere.
Attorno al progetto, nel tempo, si alternarono diversi elementi, ma soltanto Era e Cristina saranno il costante motore del gruppo durante tutto l'intero periodo di attività fino ad oggi.
Nel 1988 per la Hiara Records registrano Midnight Time, brano "multilingue" presentato in varie partecipazioni televisive finalizzate alla manifestazione Sanremo Rock 1987 e inserito nella relativa compilation. Midnight Time farà parte anche del loro primo album Biancaneve e Gorbaciov uscito nel 1988, registrato e prodotto artisticamente con Romano Trevisani. Alle registrazioni dell'album partecipa come chitarra e fonico Gaetano Pellino, che si inserirà successivamente nell'organico del gruppo nelle esibizioni dal vivo.
Sempre nel 1988 un brano estratto da quell'album viene inserito anche nella compilation Sanremo Rock 88, pubblicata in seguito. Incontrollabili Serpenti partecipano alla manifestazione dal vivo tenuta al teatro tenda di Sanremo Palarock insieme a buona parte dei gruppi più rappresentativi della nuova ondata musicale di quel periodo.
Nel 1990 esce, sempre con la collaborazione artistica di Romano Trevisani, Attenti all'uomo, prodotto da Ala Bianca/River Nile e distribuito da CGD. L'album viene distribuito anche all'estero per il mercato orientale.
La loro prima attività discografica si ferma nel 1993 con l'edizione speciale di un mini-album prodotto dalla torinese Toast Records, Incontrollabili Serpenti. Per l'occasione entra nella formazione il tastierista Nicola Cursi. Da Cimice, uno dei brani del mini- album, viene tratto un video per il circuito indipendente. Il brano sarà inoltre pubblicato in una versione in inglese nel numero 11/12 dell'audiorivista Punto Zero.
Successivamente Enrico e Cristina divengono i produttori artistici ed esecutivi nel campo audio/video dell'etichetta discografica OlgaDischiVolanti. I due fondatori del gruppo nel 2017 iniziano la collaborazione con il poeta Andrea Giglio, registrando l'EP Black-Out, un primo passo del nuovo progetto Endless Album/Time doesn't exist. Sempre nello stesso anno esce Co-zone 2, una nuova versione del già edito singolo Ozono. Il 2018 vede l'EP Demo in casa Trevisani 92, raccolta di inediti, e il nuovo No Non Farti Fare del Male, sempre in collaborazione con Andrea Giglio. Nel 2019 viene rilasciata Bug 020 Edition, edizione rimasterizzata del brano Cimice; l'anno seguente esce I Can't Believe (Demo K7). 
Alla fine del 2023 sono rilasciati i primi inediti singoli di Snow White and Gorbacev, la nuova edizione rimasterizzata e riedita in versione inglese dell'album Biancaneve e Gorbaciov.

## Stile musicale
Gli Incontrollabili Serpenti rappresentano "una delle formazioni più singolari" ascrivibile in parte alla rock wave / post-punk italiano. I temi affrontati nelle canzoni furono spesso tagliati su delle problematiche ambientaliste. La musica assume spesso tinte darkwave, com'era comune negli anni ottanta.
Al termine della prima produzione discografica il gruppo provò anche strade più sperimentali, come ad esempio inserire atmosfere elettroniche in alcune loro canzoni. La contaminazione e scoperta dell'elettronica diventerà in seguito esplorazione sonora utilizzata frequentemente negli arrangiamenti dei loro progetti musicali.

## OlgaDischiVolanti
Cristina Luppi ed Enrico Degli Esposti nel 1997 sono tra i fondatori dell'etichetta discografica indipendente Olga, che come primo lavoro ha prodotto l'album solista di Fatur, ex CCCP Fedeli alla linea, L'amour (1997), seguiti poi da Faturismo (2000) e Cesso·2012 (2012). 
Dal 2009 l'etichetta, sotto la guida di Enrico e Cristina, continua la sua attività tuttora in corso di produzioni audio-video con il nome di OlgaDischiVolanti, lavorando con artisti come Data Love, Milch, Bob Lugli, DJ Morgen Schroeder, Sushi River, Bryan Voxxx, Doctor Was, EDE, B.B., Tony Was Tony.

## Formazione

### Formazione attuale
- Cristina Luppi - voce (1985-attualmente)
- Enrico "Era" Degli Esposti - basso, chitarra, arrangiamenti, produzione (1985-attualmente)

### Ex componenti
- Giambo - chitarra (1985-87)
- Bernardo Grimaudo - batteria (1985-91)
- Gaetano Pellino - chitarra (1987-91)
- Costantino Caracostas - tastiere (1987-91)
- Luka - chitarra (1991-93)
- Nicola Cursi - tastiere (1993-95)
- Daniele Tedeschi - batteria (1991-93)
- Romano Trevisani - chitarra, tastiere (1988-93)

## Discografia

### Album
- 1988 - Biancaneve e Gorbaciov
- 1991 - Attenti all'uomo
- 1993 - Incontrollabili Serpenti
- 2023 - Snow White and Gorbacev

### EP
- 1986 - Extasi
- 2018 - Demo in casa Trevisani 92

### Singoli
- 2017 - Black-Out
- 2017 - Co-Zone 2
- 2018 - Io non so - I Don't Know
- 2018 - Aids of State Make love – Not War
- 2018 - No non farti fare del male
- 2019 - Bug ('020 Edition)
- 2020 - I Can't Believe (Demo K7)

### Partecipazioni
- 1987 - AA.VV. Sanremo Rock
- 1988 - AA.VV. Sanremo Rock 88
- 1993 - AA.VV. Punto Zero n.11/12
- 2003 - AA.VV. Band In Italy - Fuori dalle cantine